# Il tesoro della foresta pietrificata
Il tesoro della foresta pietrificata è un film del 1965, diretto da Emimmo Salvi. Il film prende spunto dalla tetralogia (raccolta di 4 opere) de L'anello del Nibelungo di Richard Wagner, che viene utilizzata anche in vari punti della colonna sonora. In particolare viene utilizzata la famosissima "Cavalcata delle Valchirie".

## Trama
Un esercito vichingo deve attraversare la foresta pietrificata per sottrarre ai custodi Sigmund e Brunilde la spada d'oro e il tesoro dei Nibelunghi.